# رؤوف بن عمر
رؤوف بن عمر (من مواليد 8 مارس 1947  )، هو ممثل مسرحي وسينمائي وتلفزي تونسي. يشغل حاليا منصب مدير مهرجان قرطاج الدولي.

## حياته
درس بمعهد الصادقية، فالتحق بالفرقة الغنائية بها. شارك عام 1964 في فرقة غنائية بمسرحية من إخراج محسن بن عبد الله، ومن هناك دخل عالم المسرح، إذ كان أول دور مسرحي قام به عام 1965. درس رؤوف بن عمر اللغة الإنكليزية لمدة سنة بكلية الآداب، ثم شارك عام 1969 في مسرحية في المهرجان الدولي للمسرح الجامعي بإسطنبول، فتحصلت المسرحية على الجائزة الأولى بالتشارك مع مسرحية أخرى، وهو ما جعل وزير الثقافة التونسي آنذاك الشاذلي القليبي، يمنح كافة المشاركين في المسرحية منح دراسية، فتحوّل رؤوف بن عمر إلى لندن لدراسة الفنون المسرحية.
إثر عودته إلى تونس، تحوّل رؤوف بن عمر رفقة فاضل الجعايبي وفاضل الجزيري ومحمد دريس ورجاء فرحات إلى قفصة، فأنشؤوا مسرح الجنوب بقفصة عام 1972، وعمل به حتى عام 1975، ثم عاد إلى لندن. وبعد ذلك، عاد إلى تونس ليلتحق بالفرقة المسرحية لرجاء بن عمار، ثم بالمسرح السينمائي لتوفيق الجبالي، ثم التحق بالفرقة المسرحية الوطنية، ثم بالتياترو الذي أنشأه توفيق الجبالي مع زينب فرحات.

## أعماله

### أعماله المسرحية
- 1972 : جحا و الشرق الحائر لحمادي بن عثمان
- 1973 : البرني و العطراء لمحمد رجاء فرحات وفاضل الجعايبي وفاضل الجزيري، نص روزنتي
- 1977 : الورثة
- 1978 : العرس و التحقيق.
- 2004 : كلام الليل لتوفيق الجبالي
- 2008 : مذكرات ديناصور لتوفيق الجبالي ورشاد المناعي
- محمد علي الحامي لمحمد رجاء فرحات وفاضل الجعايبي
- الجازية للطاهر قيقة وسمير عيادي وعبد الرحمان الأبنودي
- إسماعيل باشا لتوفيق الجبالي ومحمد إدريس

### أعماله السينمائية
- 1971 : وغدا لإبراهيم الرباعي
- 1975 : المسيح لروبيرتو روساليني : ياهوذا
- 1980 : لست أنا بل هو لبيار ريتشارد : زعيم المتمردين
- 1980 : عزيزة لعبد اللطيف بن عمار : علي
- 1986 : قراصنة لرومان بولانسكي : حارس الملاهي
- 1988 : مسعور لرومان بولانسكي : الدكتور متلوي
- 1989 : البربري لميرال دارك
- 1990 : عصفور سطح لفريد بوغدير : حريف الحلاق
- 1990 : موت فجئي لراي 2
- 1998 : بنت فاميليا للنوري بوزيد : ماجد
- 1991 : ستائر رملية لرندة الشهال الصباغ : قائد التابعين
- 1992 : خداع ل ل.ج. مانكلر : الممثل
- 1993 : حرب الخليج.. وما بعد؟ للنوري بوزيد
- 1995 : رقصة النار لسلمى بكار
- 1997 : شرطي طنجة لستيفان ويتار من إنتاج القناة 4 : مدير الملهى الليلي
- 1997 : تونسيات للنوري بوزيد : ماجد
- 2005 : خشخاش لسلمى بكار : سي مختار
- 2005 : جنون لفاضل الجعايبي
- 2006 : التلفزة جاية لالمنصف ذويب
- 2009 : تشينيتشيتا لإبراهيم اللطيف
- 2010 : بيضاء (محرم) لمريم رافاي (فيلم قصير)
- 2011 : ذهب أسود لجون جاك آنو : عالم اللاهوت الخاص بجلالة الملك
- 2016 : خسوف لفاضل الجزيري
- 2017 : حب الرجال لمهدي عطية : الطيب
- 2017 : الجايدة لسلمى بكار
- 2017 : تونس الليل لإلياس بكار : يوسف بن يونس

### أعماله التلفزية
- 1981 : السلاح الأزرق لموريس فريدلاند (فيلم تلفزي) : الكاكدار
- 1989 : الناس : راضي
- 1990 : الناس حكاية لحمادي عرافة : مسعود العرضاوي لصلاح الدين الصيد وعلي اللواتي وحسن الغضبان : بلحسن
- 1992 : إعترافات المطر
- 1993 : وردة لحمادي عرافة
- 1995 : تذبذبات الخشخاش لكارو لجيمس سيلان جونز (فيلم تلفزيوني): مصطفى
- 1995-1996 : الخطاب على الباب لصلاح الدين الصيد وعلي اللواتي والمنصف البلدي : سي الشاذلي
- 2008 : صيد الريم لعلي منصور (مسلسل) : عدنان
- 2008 : فيلا الياسمين لفريد بوغدير: بن رمضان الأب
- 2009 : أقفاص بلا طيور لعز الدين الحرباوي وجمال شمس الدين (مسلسل) : العروسي
- 2012 : دار الوزير لصلاح الدين الصيد : سي بن حليمة أحد الوزراء السابقين ومرتادي «مقهى النادي»
- 2013 : ليام لخالد البرصاوي (مسلسل): محمد صالح الشاذلي رجل أعمال ثري وصاحب شركات
- 2013 : أولاد البلاد لسليم بن حفصة: طيار متسلسل
- 2014-2015 : ناعورة الهواء لمديح بالعيد : رؤوف بالرحومة
- 2016 : وردة و كتاب لأحمد بالرجب (مسلسل) : الكاتب برهان بن عثمان
- 2017 : فلاشباك لمراد بن الشيخ (الموسم2) لمراد بالشيخ ورابعة السافي : توتو
- 2017 : نسيبتي العزيزة لصلاح الدين الصيد ويونس الفارحي (مسلسل) (ضيف شرف الحلقة 2 من الموسم7) : عدنان بوميزة (رسام)
- 2018 : تاج الحاضرة لسامي الفهري : «أحمد بن أبي الضياف» مؤرخ والمرافق الشخصي لأحمد باي
- 2019 : المايسترو للسعد الوسلاتي وعماد الدين الحكيم : يحي عازف قانون، أستاذ حاتم وصديقه
- 2020 : قلب الذيب (مسلسل) للمخرج بسام الحمراوي : المنصف، أحد زعماء الحركة الوطنية
- 2020 : 27 ليسري بوعصيدة : والد عبد الحميد (ضيف شرف)
- 2021 :
  - الفوندو لسوسن الجمني : مختار والد يحيى
  - مشاعر (الموسم 2) لمحمد جوك : الوزير (ضيف شرف الحلقة الأخيرة)

يلعب في أدواره خاصة دور «البلدي» في التلفاز

## المسؤوليات
بالتوازي مع نشاطه الفني ، يشغل «بن عمر» مناصب في المؤسسات الثقافية. وهو عضو بارز في مجلس إدارة المركز الثقافي بالحمامات والمسرح الوطني التونسي ومدير مهرجان طبرقة للجاز (1978) ومهرجان قرطاج الدولي (2005).
عضو في عدة لجان بوزارة الثقافة ، يترأس اللجنة الثقافية المكلفة بالعرض الافتتاحي والبرنامج الثقافي لكأس إفريقيا للأمم التي نظمت في تونس (2004) والمسؤولة عن العرض الافتتاحي للبطولة والتي قامت بتنظيم عالم كرة اليد في تونس (2005).
مدير كاميليون بروداكشين ، وهو أيضًا مدير الرسوم المتحركة والاتصال في اتحاد التنمية التونسي الكويتي (قناة أبو نواس ، 1980-1995).

## الجوائز
- الجائزة الأولى في مهرجان المسرح الجامعي الدولي (اسطنبول 1969).
- وسام الفنون والآداب (فرنسا ، 1990).
- الجائزة الوطنية للفنون والآداب (تونس ، 1997).
- حائز على وسام الاستحقاق الثقافي التونسي (تونس 1999).
- جائزة أفضل ممثل في مهرجان القاهرة السينمائي الدولي (مصر 2017).

## البرامج التلفزية
- 2020 : 90 دقيقة للهادي زعيم : ضيف الحلقة 2 من الموسم 3
- 2020 : المحجورين لمايا القصوري : ضيف الحلقة 28
- 2020 : حكايات قرطاج : ضيف الحلقة 1
- 2021 : لاباس لنوفل الورتاني: ضيف الحلقة 8 (الجزء 4)

## فيديوهات
- 2013 : ومضة إشهارية للحوار التونسي
- 2014 : ومضة إشهارية لتونس تيليكوم
- 2014 : مرات لعلي اللواتي وأنور براهم
- 2017 : ظهوره في كليب يما لسمر دوني لأسماء عثمان من إخراج زياد ليتيم
- 2019 : نتفكر لأنور براهم

## روابط خارجية
- رؤوف بن عمر على موقع IMDb (الإنجليزية)
- رؤوف بن عمر على موقع قاعدة بيانات الأفلام العربية
- رؤوف بن عمر على موقع ألو سيني (الفرنسية)
- رؤوف بن عمر على موقع قاعدة بيانات الفيلم (الإنجليزية)